# スーツポート

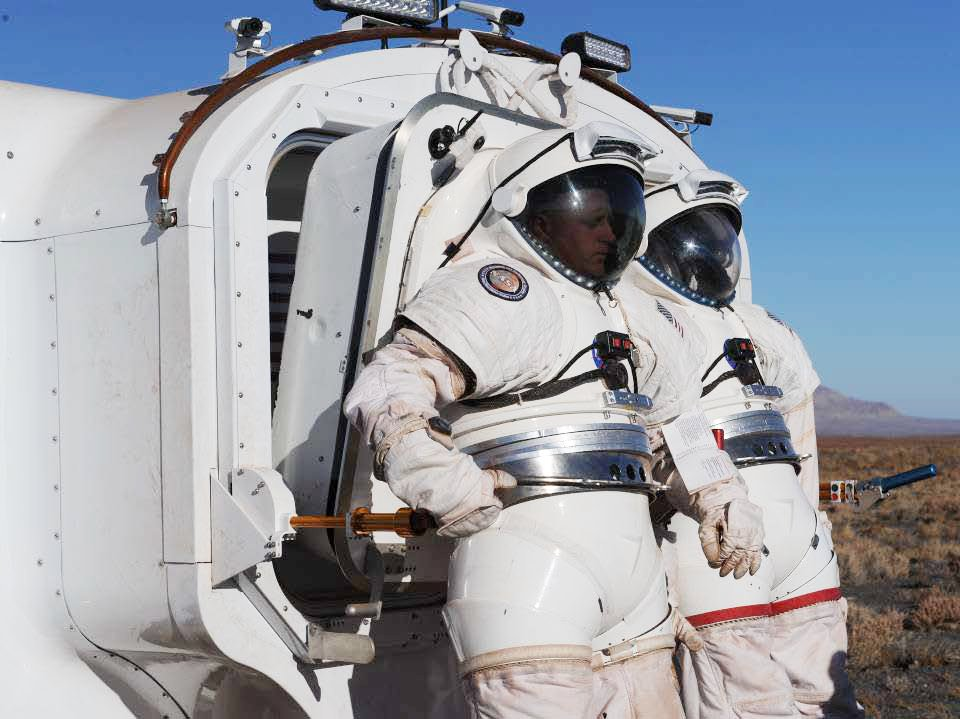
フィールドテスト中にスーツポートのモックアップから切り離される宇宙飛行士。

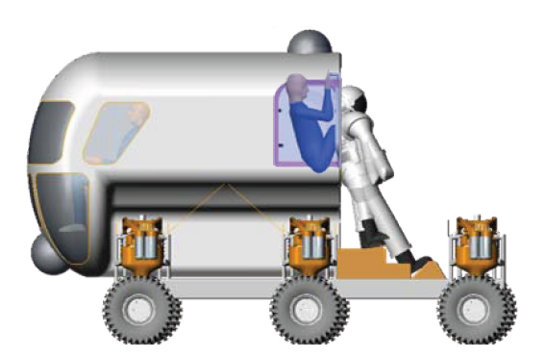
スーツポートから宇宙服に入る宇宙飛行士。

スーツポート（英語: Suitport）またはスーツロック（英語: suitlock）はエアロックの代替技術であり、危険な環境や有人宇宙飛行、特に惑星の表面探査で使用するために設計されている。スーツポートは、質量、体積、および地域環境による汚染を軽減する能力の点で、従来のエアロックよりも優れている。

## オペレーション
スーツポートシステムでは、リアエントリー型の宇宙服が取り付けられ、宇宙船、宇宙生息地、または加圧ローバーの外側に対して外側を向いて密封されている。船外活動（EVA）を開始するには、シャツの袖を着た宇宙飛行士が、最初に加圧された環境の内側からスーツの足に入り、宇宙服のバックパックとビークルのハッチ（ほこりを封じ込めるためにバックパックを密閉）を閉じて密閉する。その後、宇宙飛行士はスーツを開封してビークルから分離し、EVAを実行する準備が整う。
宇宙飛行士は、ビークルに再び乗り込むために、スーツポートに戻ってスーツをビークルに密封させ、ハッチとバックパックを開いてビークルに戻る。ビークルとスーツが同じ圧力で動作しない場合は、ハッチを開く前に2つの圧力を等しくする必要がある。

## 開発と使用

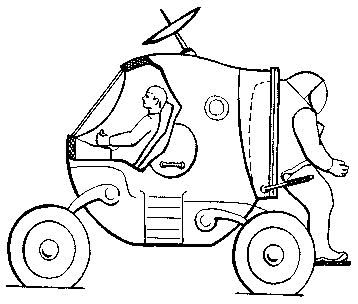
スーツポートでローバーにドッキングされた宇宙服

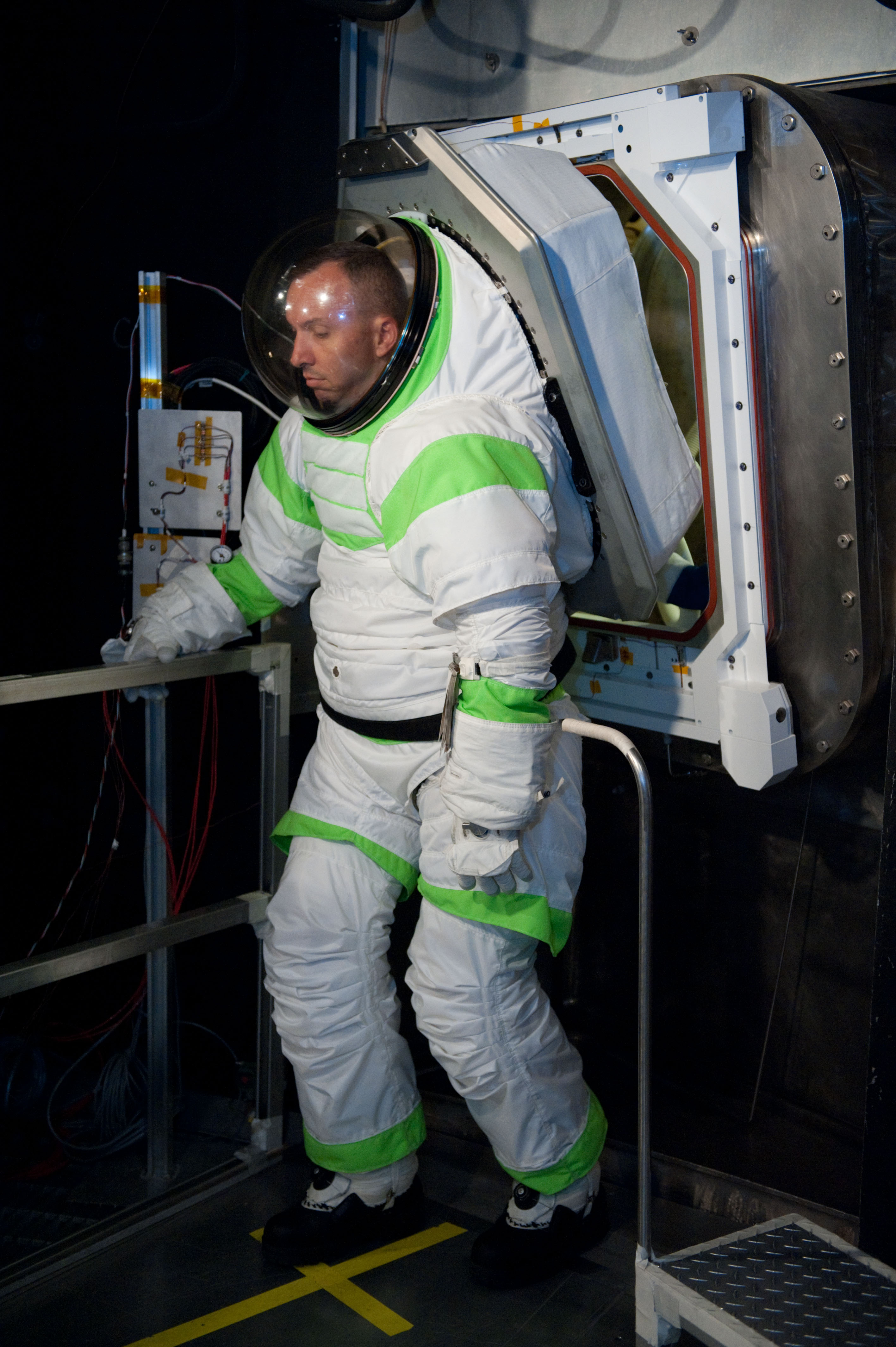
Z-1プロトタイプ宇宙服でテストするスーツポートのコンセプト（2012年）

最初のEVAリアエントリー宇宙服は、1962年にNPP ズヴェズダスーツポートのコンセプトは、ソビエトの有人月プログラムで使用するために提案された。スーツポートの特許は、1980年にソビエト連邦でズヴェズダのイサク・アブラモフとCKBMのユーリー・ナザロフによって最初に出願されている。
スーツポートの米国特許は、1987年にNASAのエイムズ研究センターのマーク・M・コーエンによって最初に出願された。1996年にフィリップ・カルバートソン・ジュニア、2003年にヨルグ・ボッチャー、スティーブン・ランサム、およびフランク・スタインジークによってさらなる特許が出願された。
1995年の時点で、スーツポートはNASAエイムズ危険物ビークルの一部として実用的な地上アプリケーションを発見し、スーツポートを使用すると、脱衣する前に化学防護服を除染する必要がなくなる。ブランドグリフィンによって構築されたスーツポートのプロトタイプは、NASAジョンソンのC-135航空機でシミュレートされた月の重力テストで使用された。
スーツポートは、月への帰還と火星の有人探査を達成することを目的とした将来のNASAプロジェクトの一部として使用される可能性がある。NASAの概念的な宇宙探査車の背面に2つのスーツポートがある。
ジョンソン宇宙センターにあるNASAの有人熱真空チャンバーB内で、Z-1プロトタイプ宇宙服と組み合わせてテストが行われている。スーツポートの初期の無人テストは2012年6月に実施され、スーツポートの最初の有人試験は2012年7月16日と18日に行われた。これらのテストの間、宇宙服は14.7 psi (1.00 atm) 、チャンバー圧力は約6.5 psi (0.44 atm) 、高度21,000フィート (6,400 m) に相当する。将来のテストは2012年9月と8月に計画され、NASAは宇宙服を8 psi (0.54 atm) の圧力に、真空チャンバーを約0 psi (0 atm)に保つことを計画しました。スーツポートは最終的に国際宇宙ステーションでテストされる可能性がある。